# ماريو كوستا (فيلسوف)
ماريو كوستا (بالإيطالية: Mario Costa)‏ هو فيلسوف إيطالي، ولد في 7 ديسمبر 1936 في توري دل غريكو في إيطاليا.